# Josef Wastl
Josef Wastl (* 4. Dezember 1892 in Wien; † 11. Oktober 1968 ebenda) war ein österreichischer Schwimmer und Anthropologe.

## Leben
Wastl besuchte die Volksschule in Wien VIII und die Realschule in Wien V. Nach Absolvierung eines kaufmännischen Kurses an der Neuen Wiener Handelsakademie trat er als Telegraphen-Assistent bei der Telegraphen-Direktion in den Staatsdienst ein. Als 19-Jähriger nahm Wastl 1912 als Mitglied des achtköpfigen österreichischen Schwimmteams an den Olympischen Sommerspielen in Stockholm teil. Im Wettbewerb über 200 m Brust verfehlte er als Viertplatzierter seines Vorlaufs den Einzug ins Halbfinale. Seinen Vorlauf über 400 m Brust beendete er nicht.
Von Juni 1915 bis Dezember 1918 nahm Wastl am Ersten Weltkrieg teil. 1919 nahm er mit Genehmigung seiner vorgesetzten Behörde das Studium der Anthropologie und Ethnographie sowie der Prähistorischen Archäologie auf, er war Schüler von Rudolf Pöch und dessen Nachfolger Otto Reche. Sein Studium ergänzte er durch den Besuch medizinischer, zoologischer, psychologischer und philosophischer Vorlesungen. Wastl wurde in dieser Zeit Mitglied, später Ehrenmitglied des Corps Hansea Wien. Im Juli 1925 wurde er mit seiner Dissertation Anthropologische Untersuchungen an 525 kriegsgefangenen Baschkiren zum Dr. phil. promoviert. 1928 wurde er als Beamter des wissenschaftlichen Dienstes in den Personalstand des Bundesministeriums für Unterricht übernommen und als wissenschaftlicher Assistent der Ethnographischen Abteilung des Naturhistorischen Museums in Wien zugeteilt. 
1932 trat er der Nationalsozialistischen Deutschen Arbeiterpartei (NSDAP) bei und wurde NSDAP-Organisationsleiter des Bezirks Innere Stadt (Wien). Später gründete er eine illegale NSDAP-Betriebszelle. Ab 1934 war er Kustos am Naturhistorischen Museum Wien und Spitzel der NSDAP. Nach dem Tod des bisherigen Direktors Viktor Lebzelter übernahm er 1936 die wissenschaftliche Leitung der Anthropologischen Abteilung, 1938 wurde er Leiter der Abteilung. Im September 1939 leitete er die anthropologische Erfassung von 440 Juden, die im Wiener Stadion interniert waren. Am 20. Oktober 1942 wurde er zum Direktor der Anthropologischen Abteilung ernannt. 1945 wurde er „aus politischen Gründen“ des Dienstes enthoben und 1948 in den Ruhestand versetzt. Entnazifiziert wurde er als „minder belastet“. 1949 wurde er „gerichtlicher Sachverständiger für menschliche Erbbiologie“ und leitete die Arbeitsgemeinschaft anthropologisch-erbiologischer Sachverständiger. Wastl war seit 1919 Mitglied der Anthropologischen Gesellschaft in Wien, von 1916 bis 1928 deren Schatzmeister und 1929 bis 1945 ihr 1 Sekretär. Von 1952 bis 1958 und von 1966 bis zu seinem Tod war er 1. Vizepräsident der Gesellschaft. Er wurde am Wiener Zentralfriedhof bestattet. Das Grab ist bereits aufgelassen.